# Teresa de Portugal, Condessa da Flandres
Teresa de Portugal (ou Tarasia), também conhecida como Matilde (ou Mahaut) (Coimbra, 1151 — Veurne, 6 de maio de 1218) foi uma infanta portuguesa, que, em virtude dos seus dois casamentos, se tornou Condessa da Flandres e Duquesa da Borgonha.
Influente desde cedo, ajudando o pai e o irmão na governação após o desastre de Badajoz (1169), foi a primeira princesa portuguesa a casar no Além-Pirenéus. Mais tarde, combinaria o grande património e riqueza que herdou do primeiro esposo com a sua grande influência na corte francesa por forma a granjear-lhe bastantes vantagens, como o apoio da França na questão das heranças depois da morte daquele. Permitiu-lhe ainda trabalhar, com sagacidade, na projeção europeia dos seus sobrinhos, sobretudo Fernando e Berengária, que casariam respetivamente na Flandres e na Dinamarca.

## Primeiros anos
Nascida em 1151, provavelmente em Coimbra, Teresa foi a terceira filha (e segunda rapariga) do primeiro Rei de Portugal, D. Afonso Henriques e de Mafalda de Saboia. Teresa terá recebido o seu nome em homenagem à sua avó paterna, Teresa de Leão.. Órfã de mãe com apenas seis anos, a pequena infanta ainda presenciaria as mortes de vários irmãos, de entre eles o infante herdeiro, Henrique em 1155 e a infanta Mafalda (prometida a Aragão) em 1162. Deste modo, por volta de 1170, Teresa era um dos três filhos legítimos de Afonso Henriques que tinha atingido a idade adulta.
Teresa foi criada, ao contrário de alguns irmãos, na própria casa do rei, e teve por colaça (e também futura dama de companhia) D. Elvira Gonçalves de Sousa, filha de D. Gonçalo Mendes de Sousa. A ligação de Teresa Afonso e de sua família com as ordens religiosas, principalmente a dos cistercienses e a dos hospitalários irão, de qualquer forma, definir muito das ações da futura condessa de Flandres.
Teresa começa a surgir na documentação a partir de 1161, sendo-lhe atribuído, não muito mais tarde, o senhorio de Ourém.

### A regência em Portugal
Após o Cerco de Badajoz de 1169, na qual o rei teria ficado gravemente afetado em resultado de uma ferida numa perna, e num documento desse ano surge com bastante frequência, junto ao seu nome e do seu irmão Sancho, e portanto de estatuto equivalente ao dos infantes legítimos, um bastardo, Fernando Afonso, mas é
o infante Sancho que começa a exercer funções de regente. Várias confirmações de Sancho ainda em vida de Afonso Henriques denunciam a presença forte deste bastardo e o desejo, por parte da nobreza de corte, de inutilizar Fernando e consolidar a regência de Sancho. Em setembro de 1172 Fernando passa a servir o regente, segundo uma doação a Monsanto nessa data, na qual Afonso I sugere pela primeira vez uma sucessão por via feminina em Teresa. A partir de 1173, Afonso Henriques parece concretizar em parte esta possibilidade ao entregar a regência conjunta do reino a Sancho e Teresa, declarando-os co-herdeiros e com casa própria. Teresa aparece constantemente na documentação desde esta data, chegando a fazer doações sozinha.
A partir de 1174, Afonso I afasta-se definitivamente dos assuntos do reino, muito provavelmente por doença, sobressaindo ainda mais a partir desta altura o papel dos corregentes. Teresa e Sancho partilhavam o governoː Teresa desempenhava funções administrativas e Sancho encarregava-se da atividade bélica. E é esta atividade de rainha que desempenhava quando chegaram a Portugal os emissários de Felipe de Flandres para obter de Sancho o consentimento para o casamento da irmã com um dos mais importantes nobres franceses. Contava por essa altura trinta e três anos, e só não casara mais cedo devido à função que teve de desempenhar no Reino face à incapacidade do pai. O seu casamento com qualquer príncipe peninsular poderia significar a perda da independência de Portugal, mas mesmo para esta proposta vinda de fora do ambiente peninsular fez acordo com Sancho para o deixar como único sucessor.

## Os casamentos e a política europeia

### O primeiro casamentoː condessa da Flandres
Recebidos os emissários, aceite a proposta e acordados os trâmites, Teresa partiu para a Flandres. Pensa-se que a frota que a acompanhava foi atacada por piratas normandos, que terão roubado à infanta várias joias e outras posses preciosas
O casamento com Filipe da Alsácia, Conde da Flandres (talvez um dos mais importantes aristocratas franceses da época) terá ocorrido em  agosto de 1183, na Catedral de Nossa Senhora de Tournai em Bruges, e desta forma tornou-se Condessa consorte da Flandres. No centro da Europa, talvez por ser difícil a pronúncia do seu nome pelas gentes locais, acabou por ficar conhecida como Matilde. Poderá inclusive ter adotado este nome quando casou.
O ambiente onde entrou não fora dos melhoresː Filipe enviuvara de uma poderosa condessa, Isabel de Vermandois, que para além de não ter dado descendência ao conde, teria cometido adultério com Water de Fontaines, que fora castigado mortalmente .
O matrimónio de Teresa deveu-se sobretudo à urgente necessidade de Filipe de gerar um herdeiro para que o seu condado não caísse nas mãos do rei de França. Teresa levou consigo um grande dote, o que teria ajudado o marido a prosseguir a guerra por mais alguns anos, antes de fazer a paz com a França e o Condado de Hainaut em 1186, num acordo onde ficou estipulada na cessão do Condado de Vermandois, herdado da primeira esposa do conde, ao rei, embora fosse permitido manter o título de conde de Vermandois. O dote terá sido mais tarde aumentado pelo marido e pelo próprio rei Filipe Augusto, doando à nova condessa várias cidades flamengas, mais concretamente a maior parte da Flandres francófona, e também várias cidades da zona de idioma germânico. Estas doações teriam sido propositadas para incomodar o conde Balduíno V de Hainaut, o herdeiro oficial, que traíra o seu protetor para defender os interesses da própria filha, Isabel, que se havia tornado rainha de França.
Apesar da guerra mantida pelo conde até 1186, a economia da Flandres estava em crescimento, e por isso, durante o seu casamento, Teresa viveu numa das cortes mais requintadas da época, na qual Filipe patrocinou, por exemplo, Chrétien de Troyes, autor de um célebre ciclo de histórias arturianas, Perceval ou le Conte du Graal. Este autor terá sido um dos introdutores, na literatura, da temática do Graal.
Teresa trouxe consigo um séquito português composto de vários mercadores, que tiveram desta forma a oportunidade de fazer proliferar o comércio e os produtos portugueses no além-Pirenéus.
Filipe era um nobre ativo no que diz respeito à participação nas Cruzadasː acompanhara Luís VII de França em cruzada em 1177, pouco após descobrir o adultério da primeira esposa e designar a sua irmã Margarida como herdeira. Regressara em 1179; talvez fosse um possível medo de não poder regressar sem deixar filhos uma das causas que levaram ao seu casamento com Teresa e à urgência de conceber um herdeiro após a morte da primeira esposa.
Apesar de não ter engravidado Teresa, Filipe incorre em nova cruzada em 1190, mas desta vez para não regressarː chega a notícia da morte do conde, a 1 de agosto de 1191, devido à peste, durante o Cerco de Acre. Teresa terá repatriado o corpo do marido para ser sepultado na Abadia de Claraval.

#### A viuvez e a luta pelo poder

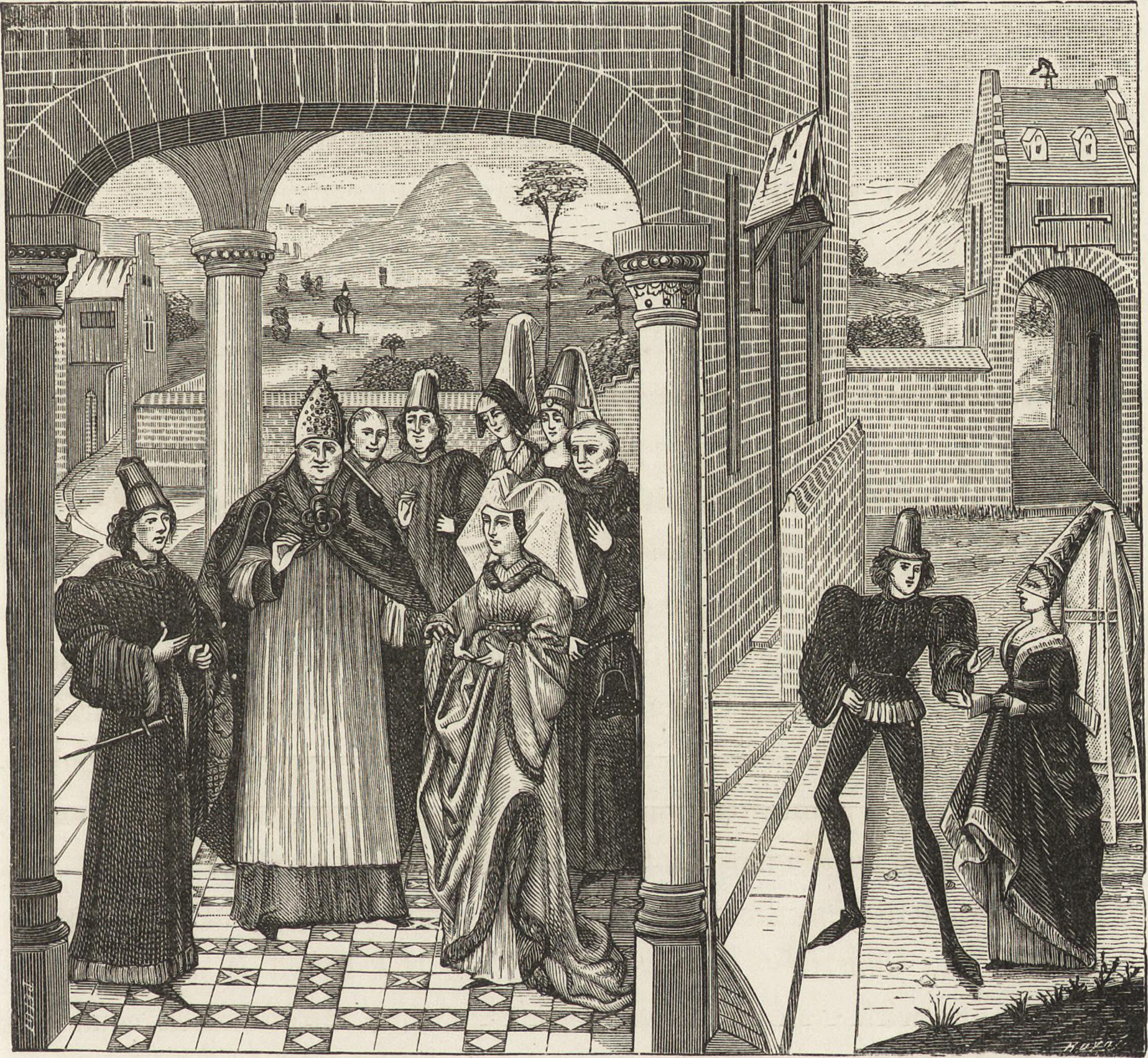
Acordo entre Teresa de Portugal e Balduíno V de Hainaut

Com a morte de Filipe, e uma vez que não tiveram filhos, Margarida, a cunhada, e o esposo, Balduíno V de Hainaut ascenderam à governação da Flandres. Teresa exercera a regência do condado enquanto o seu falecido esposo estivera em cruzada, e não estava disposta a abdicar tão facilmente do poder que o aquele lhe concedera: Teresa revelaria ser um entrave a esta sucessão, dado o grande dote que já possuía no sul e na costa flamenga e que queria expandir. Teresa tentou manter o poder a todo o custo naquele pequeno mas próspero condado, sendo inclusive auxiliada pelo duque Henrique I de Brabante (inimigo do conde de Hainaut), o Arcebispo de Reims Guilherme de Blois O Mãos Brancas e ainda Filipe II de França. O rei, na altura em cruzada, não pôde mediar esta contenda, mas,
A Crónica Hanoniense, de Gislebert refere o seguinte:
| “ | Mathildis autem omne quod poterat malum apud dominum Wilelmum Remensem archiepiscopum, qui pro absentia regis Franciam procurabat et apud alios quoscumque Francie potentes machinabatur contra comitem Hanoniensem. Matilde fez todo o mal que pôde [contra Balduíno], com Guilherme, senhor e arcebispo de Reims, que tomava conta de França na ausência do rei, e ela fez planos, com outros magnates franceses, contra o conde de Hainaut. | ” |

O rei, na altura em cruzada, não pôde mediar a contenda, mas, como refere a crónica, encontrava-se representado pelo arcebispo de Reims, que, como já referido, apoiou a condessa-viúva nas suas pretensões.
Teresa recusou abrir os portões da cidade de Gante para os condes de Hainaut (i.e. a cunhada e o respetivo esposo), apelando ao arcebispo para que marcasse uma reunião com eles, por forma a resolver a questão. Teresa reclamou toda a Flandres, acabando por reter, não todo o condado, mas várias terras em Douai, l’Escluse, Orchies, Lille, Casset, Furnes, Dixmude, Bourbourg, Bergues-Saint-Winoc, e ainda o castelo de Nieppe. Segundo o cronista Gislebert, Teresa ainda usurparia ilegalmente propriedade em Bruges, Gante, Pays de Waes, Aalst, Geralmont, Ypres, Courtrai e Audenarde. Desta vasta propriedade Teresa doaria Aire e Saint-Omer ao delfim Luís, futuro Luís VIII de França.
Com este acordo, e feitas as partilhas com a viúva, Margarida e Filipe acabaram por ganhar o lugar que o conde Filipe lhes havia reservado, no governo da Flandres. O próprio rei de França aceitaria mais tarde a homenagem do novo conde, mediante um pagamento de 5000 marcas de prata.

### O segundo casamentoː Duquesa de Borgonha
Os movimentos políticos de Teresa revelam ambição e, neste caso, a possibilidade de renovação da Dinastia Capetiana, à qual também pertencia, casando com o seu primo, o duque Eudo III da Borgonha, provavelmente em julho de 1193, menos de um ano após Eudo assumir o ducado e ter estado na Flandres para ajudar o rei a reconciliar-se com Balduíno, cunhado de Teresa, e dar-lhe condições de submeter os nobres revoltados. 
Odo durante o casamento com esta e premido por muitas dívidas do problema vassalático de Vergy,que se arrastava desde o seu falecido pai, Hugo III da Borgonha, obteve de Teresa aumento de impostos em seus domínios, que causou a primeira onda de impopularidade à duquesa.
Desse casamento também não nasceriam herdeiros, e a esta esterilidade acrescentou-se a anulação do casamento em si, no ano seguinte, por proximidade de parentesco (ambos descendiam do Roberto I da Borgonha).
As circunstâncias de sua separação de Odo poderão estar também envolvidas no grave problema matrimonial que o rei de França também atravessava, e que merecera a discórdia do reino com o Papa Celestino III e a partir de 1198, com o Papa Inocêncio IIIː Filipe Augusto repudiou a sua segunda esposa, Ingeburga da Dinamarca. Teresa apoiou claramente a Ingeburga quando autorizou a passagem dos núncios papais (que vinham defender Ingeburga) pela Borgonha, algo que não teria agradado ao seu esposo, fiel ao rei, e que poderia ter também motivado a separação.
Apesar das circunstâncias pouco favoráveis do seu casamento, Teresa não terá permitido a degradação da sua relação com o rei de França, já que lhe promete, em janeiro de 1195, a vila de Douai após a sua morte. Terá prometido ainda ao rei não voltar a casar-se.
A impressão que ressalta deste segundo matrimónio é que o rei de França utilizou Teresa para ajudar Odo. A duquesa era uma das mulheres mais ricas da época, e Odo, acabado de ascender ao poder, precisava de ser atraído para a esfera francesa, após a política antifrancesa de sue irmão Hugo III, que se tentava aliar ao Imperador germânico. Filipe II Augusto pretendeu assegurar a lealdade de Odo, mas rapidamente este plano viu-se arrasadoː Teresa também não conseguia dar filhos a Eudo, a sua atitude protetora face ao Papado que defendia a posição de Ingeburga levaram o rei a começar a desconfiar da duquesa.

### A vida independente

#### O patrocínio dos infantes portugueses no estrangeiro

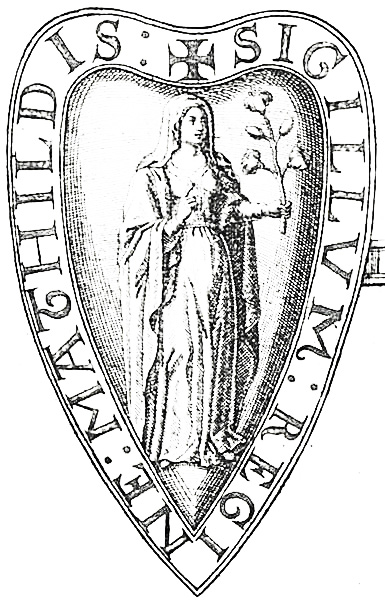
Selo da Condessa-Duquesa Teresa-Matilde de Portugal

Apesar de não ter agradado o marido deverá decerto ter agradado o Papa, pois, já após a separação de Teresa com Odo, o Papa defenderia mais tarde os interesses de Teresa na Flandres, e poderá ter também usado da sua influência para a nomeação do irmão bastardo desta, Fernando Afonso, para a chefia da Ordem do Hospital, em 1202. Matilde soube retribir os favores do Papa ajudando-o na preparação da Quarta Cruzada, para a qual exigiu um novo aumento de impostos, algo que voltou a desagradar a população flamenga e provocou revoltas em Veurne e na castelania de Bourbourg.Estas revoltas estariam na base dos conflitos entre blavotins e ingrekins, que deixaram grandes marcas na sociedade medieval belga, persistindo até à atualidade.
A ajuda dada a Ingeburga poderá ter motivado a mesma a ajudar Teresa a expandir os laços matrimoniais da família real portuguesa ao apresentando o seu irmão viúvo Valdemar à sobrinha de Teresa, Berengária. Valdemar também se sentia motivado em criar novas relações com a poderosa Flandres, onde a influência de Teresa dominava, e por isso acordou esta união, que se deu em 1214. A união provou ser de sucesso e motivou a união definitiva da Dinamarca com Portugal quando o único filho da primeira mulher de Valdemar II, Valdemar o Jovem, casou com outra infanta portuguesa, Leonor em 1229, já depois da morte de Teresa.
Em 1211 Teresa deverá ter sabido da morte do seu irmão com quem partilhara governo por vários anosː Sancho I de Portugal morria a 26 de março, em Coimbra. Teresa ajudara indiretamente Sancho num dos seus principais objetivos de governoː povoar as várias terras deixadas por Afonso Henriques, pois quando a embaixada flamenga chegara a Portugal para a vir buscar, vários flamengos (e também borgonheses), acabaram por se instalar em Portugal.
O testamento de Sancho I, de outubro de 1209, era claroː dividia as suas maiores porções entre o herdeiro, Afonso II de Portugal, e as suas irmãs Teresa, Sancha e Mafalda, legando às três, sob o título de rainhas, a posse de alguns castelos no centro do país - Montemor-o-Velho, Seia e Alenquer -, com as respectivas vilas, termos, alcaidarias e rendimentos). Este testamento provocou violentos conflitos internos (1211-1216) entre Afonso II e as suas irmãs, pois Afonso tentava centralizar o poder régio e impedir a acumulação exagerada de bens pela Igreja e pela Ordens onde as suas irmãs ingressaram.
O conflito gerou também querelas, embora menores com os irmãos, que percebendo a política centralizadora do irmão, procuraram novos apoios e novas honrarias fora de Portugal. Um caso de sucesso foi Pedro, que conseguiu apoio em 
Aragão, e conseguiu ser, pelo casamento, conde de Urgel, e mais tarde, por beneplácito régio, rei de Maiorca.
Teresa aproveitou esta evasão dos seus sobrinhos para tentar estabelecer uma aliança vantajosa perto de si, e viu esta possibilidade quando conseguiu de Filipe Augusto o consentimento para que a jovem herdeira de Flandres, Joana, se casasse com seu sobrinho Fernando. Várias fontes mostram o papel fundamental de Teresa na preparação deste casamento. Teresa pode, inclusive ter pago ao tutor da condessa, Filipe de Namur, para ganhar o consentimento deste à sua proposta . Teresa também apoiou o crescimento político deste, a ponto de ameaçar o próprio trono do rei francês, e soube utilizar a ascendência que detinha sobre as suas duas sobrinhas-netas, Joana e Margarida.

#### Batalha de Bouvines e a prisão de Fernando de Portugal
Depois do casamento, Joana e Fernando foram para a Flandres, para tomarem posse do condado; mas foram surpeendidos pelo delfim Luís, herdeiro de França e primo de Joana (filho mais velho de Filipe Augusto e da tia de Joana, Isabel de Hainaut), desejava recuperar o dote da sua falecida mãe, uma vasta parcela de território flamengo, incluindo Artois, que Balduíno I de Constantinopla, pai de Joana, tinha tomado pela força depois da morte de Isabel.. Joana e Fernando tiveram de aceitar a situação, pois a sua prioridade era tomar posse dos respetivos condados. Apesar de ser protegido do rei de França, não hesitou em exilar várias figuras proeminentes francesas da corte flamenga, e, juntamente com a mulher e a tia, Teresa, iniciou negociações com a Inglaterra.

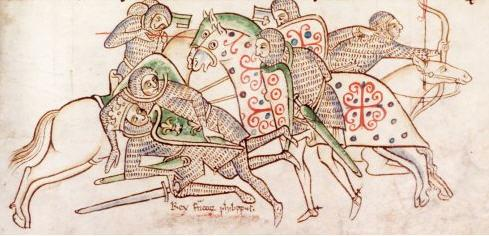
Representação da Batalha de Bouvines

A situação não permaneceu desta maneira por muito mais tempo: Fernando e Joana rodearam-se de colaboradores fiéis e entraram em contacto com antigos aliados da Flandres contra a França: pediram auxílio a João de Inglaterra, e, integraram a liga antifrancesa, chefiada pelo Imperador Otão IV de Brunswick.
Em 1213, Fernando recusa assim o pedido de auxílio numa invasão a Inglaterra que então preparava, e Filipe resolve mover a sua armada para os portos desde Boulogne a Damme, tomando Bruges e Ypres, e assediando Gand. João de Inglaterra ataca assim a frota francesa, dispersando mais de 400 navios menores e capturando ou queimando pelo menos outros 80. Fernando entretanto, destruída a Flandres, refugiara-se na Zelândia e passaria a apoiar totalmente o rei de Inglaterra, integrando a aliança que unia desta forma a Flandres à Inglaterra, ao Ducado de Brabante, ao Ducado de Limburgo e ao Ducado de Lorena, com o apoio do Sacro-Império Romano-Germânico. Desta forma, o exército francês, em vez da paz, entrou na Flandres para saquear.
A 27 de julho de 1214, o exército aliado confrontou-se ao francês na planície de Bouvines, na chamada Batalha de Bouvines, que ficaria conhecida como um dos mais memoráveis encontros militares do norte europeu de princípios do século XIII.
No rescaldo Fernando, bem como outros nobres, como Reinaldo de Dammartin, acabaram prisioneiros do rei de França, que os levou a Paris e aí encarcerado no castelo de Louvre, por cerca de doze anos.
A Joana coube governar o condado, sob estreita vigilância do rei de França, e desta forma Joana viu-se forçada a seguir uma política de submissão à França, que por sua vez garantia proteção contra o inimigo.

## Morte e posteridade
A influência de Teresa não foi suficiente desta vez para o libertar, e não viveria para ver esse momento. A morte acaba por surpreendê-la a 6 de maio de 1218. Teresa passava por Veurne, quando a sua carruagem terá caído num lago. A população tentou ajudá-la, mas quando a retiraram do veículo, Teresa já tinha morrido por afogamento.
A vida de Matilde revela sobretudo uma profunda consciência da excelência de sua linhagem e de um sentimento de nobreza. Matilde aliou desde cedo este sentimento à religiosidade, como a sua mãe, Mafalda, proveniente de uma família muito ligada à vida cisterciense. Esse aspecto da personalidade de Teresa terá sobressaído de forma muito notória durante a sua vida, já que poderá ter incitado a sua sobrinha-neta, Joana, a ir buscar noivo em terras da mãe de Teresa, escolhendo Tomás II de Saboia.
A nível religioso, Teresa esteve ligada à Ordem Hospitalária, e continuou esta relação na Flandres. Protegeu e enriqueceu também a Ordem de Cister, particularmente influentes também em Portugal na época. Foi precisamente num edifício ligado a esta ordem onde pediu para ser sepultadaː a Abadia de Claraval, numa cepla particular, junto do primeiro esposo. Porém, os restos de ambos ter-se-ão perdido durante a Revolução Francesa.
A sua figura está presente em numerosas crónicas contemporâneas, e caracterizada como mulher poderosa, influente, sagaz e intrigante. A presença do famoso cavaleiro flamengo Tiago I de Avesnes, grande amigo e aliado do seu marido, explica a proteção que deu ao filho dele, Buchardo de Avesnes, cujo casamento promoveu com a irmã de Joana da Flandres, Margarida, e que traria profundas consequências políticas para a Flandres.